# Franz Engel Bey
Franz Engel (* 18. Februar 1850 in Hamburg; † 14. März 1931 in Berlin-Charlottenburg) war ein deutscher Arzt. In Ägypten widmete er sich den Leprakranken.

## Leben
Engel studierte Medizin an der Ruprecht-Karls-Universität Heidelberg, der Universität Leipzig, Friedrich-Wilhelms-Universität zu Berlin und der Kaiser-Wilhelms-Universität Straßburg. Nach dem Examen und der Approbation ließ er sich in Berlin als praktischer Arzt nieder. Er ging 1879 nach Kairo und wurde Badearzt in Helwan. Als die Britische Herrschaft in Ägypten errichtet worden war, ordnete er ab 1884 die ägyptische Sanitätsstatistik neu. Er veranlasste 1890 eine offizielle Zählung der Leprakranken in Ägypten und richtete eine private Poliklinik für Lepröse ein. Auf sein Betreiben stellten die Chemiker Felix Hoffmann und Taub von den Elberfelder Farbwerken 1906 den Äthylester des Chaulmoograöls als reines Präparat dar. Engel führte dieses besser verträgliche und parenteral anwendbare „Antileprol“ 1907 in die Therapie des Aussatzes ein. Sein Plan eines staatlichen Leprahospitals in Ägypten gelangte erst 1929 zur Ausführung.

## Ehrungen
- Bey (Titel) (1890)
- Professor

## Werke
- Notizen über die Lepra in Ägypten. Was ist gegen die Lepra zu tun? I. Int. Lepra-Konferenz, 1897
- Die Behandlung der Lepra mit dem Äthylester des Chaulmoograöls. Archiv für Schiffs- und Tropenhygiene 26 (1922), S. 16 f.
- Zur Therapie der Lepra, ebd., Beiheft 2, 1926.
- Als deutscher Arzt in Ägypten, Lebenserinnerungen von Franz Engel Bey. H. Laupp 1932.

## Nachfahren
Der Musikwissenschaftler Hans Engel war ein Sohn. Die in Zürich geborene Tochter Irmgard (Adelheid Anna) Engel war Kinderärztin in Breslau. Sie heiratete den jüdischen Kollegen Siegfried Samelson (1878–1938), a.o. Professor für Pädiatrie in Breslau. Aus der Ehe gingen die Söhne Hans Samelson und Klaus Samelson hervor.